# Teddy Palmer
Pour les articles homonymes, voir Palmer (patronyme).
 (avril 2021).
Si vous disposez d'ouvrages ou d'articles de référence ou si vous connaissez des sites web de qualité traitant du thème abordé ici, merci de compléter l'article en donnant les références utiles à sa vérifiabilité et en les liant à la section « Notes et références ».
Teddy Palmer, nom de scène de Dieter Ullrich (né le 4 mai 1940 à Königsberg, mort le 14 janvier 2014) est un chanteur allemand.

## Biographie
Teddy Palmer est d'abord membre d'un orchestre de mandolines et de la chorale de l'église. À 14 ans, il est chanteur et guitariste d'un groupe. Avant de se tourner professionnellement vers la musique, il fait un apprentissage de monteur de machines et travaille pour les Chemins de fer fédéraux autrichiens.
Après deux tentatives de concours de talents par les éditeurs de musique des stations de radio de Salzbourg et de la Bayerischer Rundfunk, Teddy Palmer reçoit un contrat pour la production de trois disques avec la maison de disques allemande Telefunken grâce à la médiation de l'animateur de radio et auteur schlager Jo Balke alias Joachim Relin. Avec le titre Die Lilli mit dem himmelblauen Pulli sur la face A de son premier single, avec le nom de scène de Teddy Palmer, à l'automne 1958, il atteint la 18e place des ventes. C'est la première chanson de rock'n'roll de production allemande. Après l'échec du deuxième single, Teddy Palmer revient dans les charts allemands en juin 1959. La reprise de la chanson Over and Over, écrite par le compositeur américain Bobby Day, devient le titre allemand Too-Hoop en duo avec Werner Hass dans le top 20. Au cours de 1959, le contrat avec Telefunken expire et Teddy Palmer signe avec Electrola. Le premier single d'Electrola, sorti en octobre 1959, est un bide. Avec sa reprise de Blacky Jones (original par Rainer Bertram), chanson deuxième du Deutsches Schlager-Festival 1959, il arrive à la 42e place allemande en février 1960. En mai 1960, le dernier single de Teddy Palmer comprend les titres Lach ’nicht so, reprise de Stuck on You d'Elvis Presley, et Barfuß.
En 1964, il est condamné à huit mois de prison pour vol. Il travaille ensuite comme représentant commercial pour Blendax. Dans une petite maison de disques de Munich, il enregistre un single sous son pseudonyme abrégé Ted Palmer en 1968, qui est à peine remarqué par le public et inclut le titre Holidays in Switzerland. À la fin des années 1960, il s'installe à Graz, où il devient le représentant régional de lave-vaisselle. Après s'être marié en 1973, il s'installe à Nuremberg et se produit en tant que chanteur country sur des bateaux de croisière. En 1984 et 1985, le label WBM sort deux autres disques, toujours sous le nom de Ted Palmer.
Par l'intermédiaire du musicien de Nuremberg Fred Schulheiss, Palmer vient à la radio, où il est animateur de programmes country. Il travaille pour la radio autrichienne Radio Uno, puis à Fürth pour Radio F et Radio 5. Il déménage à Erlangen, où il devient rédacteur en chef de Franken Fernsehen.

## Discographie
- Die Lilli mit dem himmelblauen Pulli / My Baby, hast du heute frei, Telefunken 55091, 10/1958
- Ich steh’ vor deiner Tür / Es war in Yokohama, Telefunken 55123, 3/1959
- Too-Hoop / Babsy (avec Werner Hass), Telefunken 55138, 5/1959
- Sie war gerade sixteen / Angel of Love, Electrola 21335, 10/1959
- Blacky Jones / Jenny Joe, Electrola 21365, 1/1960
- Lach’ nicht so / Barfuß, Electrola 21494, 5/1960
- Wenn du schläfst / Verzeihung, falsch gewählt, WBM 117012, 1984 (sous le nom de Ted Palmer)
- Liebe, das heißt du und ich / Nasdarowje, WBM 887788, 1985 (sous le nom de Ted Palmer)

## Source de la traduction
- (de) Cet article est partiellement ou en totalité issu de l’article de Wikipédia en allemand intitulé « Teddy Palmer » (voir la liste des auteurs).